# 圣马丹圣卡特琳
圣马丹圣卡特琳（法語：Saint-Martin-Sainte-Catherine，法語發音：[sɛ̃ maʁtɛ̃ sɛ̃t katʁin]）是法国克勒兹省的一个市镇，属于盖雷区。

## 地名
法语人名在日常人名译名以及《世界人名翻譯大辭典》、《法语姓名译名手册》等主流人名译名类书籍资料中多译作“马丁”，不过在《世界地名翻译大辞典》、《世界地名译名词典》和《法国地图册》等主流地名译名类书籍资料中多译作“马丹”。

## 地理
圣马丹圣卡特琳（45°56'55"N, 1°33'55"E）面积27.27 平方千米，位于法国新阿基坦大区克勒兹省，该省份为法国中部省份，位于法國中央高原西北部，北起安德尔省和谢尔省，西接维埃纳省，南至科雷兹省，东临多姆山省，东北与阿列省接壤。
与圣马丹圣卡特琳接壤的市镇（或旧市镇、城区）包括：圣皮埃尔谢里尼亚、勒沙特内昂多尼翁、莱比朗日、圣洛朗莱塞格利斯、维日河畔索维亚。
圣马丹圣卡特琳的时区为UTC+01:00、UTC+02:00（夏令时）。

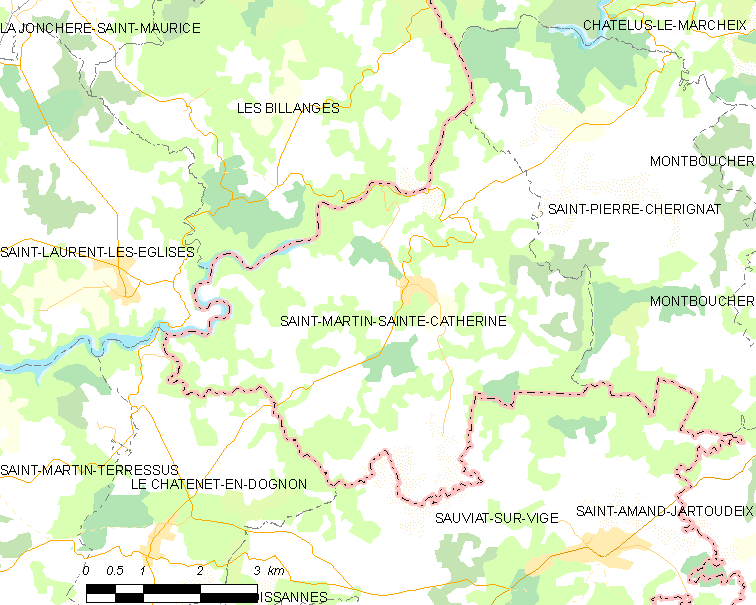
圣马丹圣卡特琳的OSM定位图

## 行政
圣马丹圣卡特琳的邮政编码为23430，INSEE市镇编码为23217。

## 政治
圣马丹圣卡特琳所属的省级选区为布尔加讷夫县。

## 人口

1962-2008年间圣马丹圣卡特琳人口变化图示

圣马丹圣卡特琳于2022年1月1日时的人口数量为330人。